# Veľká Rača
Le Veľká Rača (polonais : Wielka Racza), culminant à 1 236 m d'altitude, est une montagne du massif des Beskides appartenant aux Carpates occidentales. Il se situe dans le Nord de la Slovaquie (à cheval sur la frontière avec la Pologne) et à proximité de la localité d'Oščadnica dans la région de Žilina.
Une station de ski de taille moyenne a été développée sur le versant slovaque de cette montagne. Les trois points de départ en fond de vallée sont Degovka, MarguŠka et LalÍky.